# Lijst van afleveringen van The Lion Guard
Dit is een lijst van afleveringen van de Amerikaans televisieserie The Lion Guard.

## Seizoenen
| Seizoen | Seizoen | Afleveringen | Originele uitzenddatum | Originele uitzenddatum |
| Seizoen | Seizoen | Afleveringen | Première               | Finale                 |
| ------- | ------- | ------------ | ---------------------- | ---------------------- |
|         | 1       | 28           | 22 november 2015       | 21 april 2017          |
|         | 2       | 30           | 7 juli 2017            | 22 april 2019          |
|         | 3       | 20           | 3 augustus 2019        | 3 november 2019        |

## Afleveringen

### Seizoen 1 (2015–2017)
| Nr.      | Nr.        | Titel (Nederlandse titel)                                                    | Regisseur(s)                 | Schrijver(s)                           | Uitzenddatum      | Productiecode |
| In serie | In seizoen | Titel (Nederlandse titel)                                                    | Regisseur(s)                 | Schrijver(s)                           | Uitzenddatum      | Productiecode |
| -------- | ---------- | ---------------------------------------------------------------------------- | ---------------------------- | -------------------------------------- | ----------------- | ------------- |
| 1 2      | 1 2        | The Lion Guard: Return of the Roar De Leeuwenwacht: De terugkeer van de brul | Howy Parkins                 | Ford Riley                             | 22 november 2015  |               |
| 3        | 3          | The Rise of Makuu Makuu grijpt de macht                                      | Howy Parkins                 | Ford Riley                             | 15 januari 2016   | 103           |
| 4        | 4          | Bunga the Wise Bunga de wijze                                                | Howy Parkins                 | John Loy                               | 22 januari 2016   | 104           |
| 5        | 5          | Never Judge a Hyena by Its Spots Beoordeel een hyena niet op z'n vlekken     | Howy Parkins                 | Kevin Hopps, John Loy, en Ford Riley   | 15 januari 2016   | 105           |
| 6        | 6          | Can't Wait to Be Queen Als ik toch 's koningin was                           | Howy Parkins                 | Jack Monaco, John Loy, en Ford Riley   | 29 januari 2016   | 106           |
| 7        | 7          | Eye of the Beholder Het oog van de beschouwer                                | Howy Parkins                 | Jack Monaco, John Loy, en Ford Riley   | 5 februari 2016   | 107           |
| 8        | 8          | The Kupatana Celebration De Kupatana-viering                                 | Howy Parkins                 | Elise Allen, John Loy, en Ford Riley   | 12 februari 2016  | 108           |
| 9        | 9          | Fuli's New Family Fulis nieuwe familie                                       | Howy Parkins                 | Elise Allen, John Loy, en Ford Riley   | 19 februari 2016  | 109           |
| 10       | 10         | The Search for Utamu De zoektocht naar Utamu                                 | Howy Parkins                 | Elise Allen, John Loy, en Ford Riley   | 26 februari 2016  | 110           |
| 11       | 11         | Follow That Hippo! Volg dat nijlpaard                                        | Howy Parkins                 | John Loy                               | 18 maart 2016     | 111           |
| 12       | 12         | The Call of the Drongo De roep van de drongo                                 | Howy Parkins                 | Elise Allen en Kevin Hopps             | 25 maart 2016     | 112           |
| 13       | 13         | Paintings and Predictions Geschilderde voorspellingen                        | Howy Parkins                 | Elise Allen en Kevin Hopps             | 1 april 2016      | 113           |
| 14       | 14         | The Mbali Fields Migration De migratie naar de Mbali-vallei                  | Howy Parkins                 | Elise Allen, John Loy, en Ford Riley   | 22 april 2016     | 114           |
| 15       | 15         | Bunga and the King Bunga en de koning                                        | Howy Parkins                 | Jack Monaco                            | 29 april 2016     | 115           |
| 16       | 16         | Never Roar Again Nooit meer brullen                                          | Howy Parkins                 | Jack Monaco                            | 18 november 2016  | 116           |
| 17       | 17         | The Imaginary Okapi De denkbeeldige okapi                                    | Howy Parkins                 | John Loy                               | 8 juli 2016       | 117           |
| 18       | 18         | Too Many Termites Te veel termiten                                           | Howy Parkins                 | Elise Allen                            | 15 juli 2016      | 118           |
| 19       | 19         | The Trouble with Galagos Het probleem van de galagos                         | Howy Parkins                 | Elise Allen                            | 5 augustus 2016   | 119           |
| 20       | 20         | Janja's New Crew Janjas nieuwe bende                                         | Howy Parkins                 | Kevin Hopps                            | 26 augustus 2016  | 120           |
| 21       | 21         | Baboons! Bavianen!                                                           | Howy Parkins                 | Kevin Hopps en Jack Monaco             | 23 september 2016 | 121           |
| 22       | 22         | Beware the Zimwi Pas op voor de Zimwi                                        | Howy Parkins                 | Jack Monaco                            | 14 oktober 2016   | 122           |
| 23       | 23         | Lions of the Outlands Leeuwen van het Verboden Land                          | Howy Parkins en Tom Derosier | Kevin Hopps, Ford Riley, en John Loy   | 11 november 2016  | 123           |
| 24       | 24         | Beshte and the Hippo Lanes Beshte en het nijlpaardpad                        | Howy Parkins                 | John Loy, Chelsea Beyl, en Jack Monaco | 17 maart 2017     |               |
| 25       | 25         | The Trail to Udugu De zoektocht naar Udugu                                   | Howy Parkins en Tom Derosier | Kendall Michele Haney en Elise Allen   | 6 januari 2017    | 125           |
| 26       | 26         | Ono's Idol Onos idool                                                        | Howy Parkins                 | Jack Monaco                            | 24 februari 2017  | 126           |
| 27       | 27         | The Lost Gorillas De verdwaalde gorilla's                                    | Howy Parkins en Tom Derosier | Elise Allen                            | 2 december 2016   | 127           |
| 28       | 28         | Ono the Tickbird Ono de ossenpikker                                          | Howy Parkins                 | Elise Allen                            | 21 april 2017     | 128           |

### Seizoen 2 (2017–2019)
| Nr.      | Nr.        | Titel                                                                     | Regisseur                    | Schrijver                              | Uitzenddatum      | Productiecode |
| In serie | In seizoen | Titel                                                                     | Regisseur                    | Schrijver                              | Uitzenddatum      | Productiecode |
| -------- | ---------- | ------------------------------------------------------------------------- | ---------------------------- | -------------------------------------- | ----------------- | ------------- |
| 29       | 1          | Babysitter Bunga                                                          | Howy Parkins                 | Elise Allen                            | 7 juli 2017       | 201           |
| 30       | 2          | The Savannah Summit De savanne top                                        | Howy Parkins en Tom Derosier | Jack Monaco                            | 7 juli 2017       | 202           |
| 31 32    | 3 4        | The Lion Guard: The Rise of Scar De Leeuwenwacht: De verrijzenis van Scar | Howy Parkins                 | Ford Riley                             | 29 juli 2017      | 205           |
| 33       | 5          | Let Sleeping Crocs Lie Maak geen slapende krokodillen wakker              | Howy Parkins                 | Elise Allen                            | 11 augustus 2017  | 207           |
| 34       | 6          | Swept Away Weggespoeld                                                    | Howy Parkins en Tom Derosier | Jack Monaco                            | 15 september 2017 |               |
| 35       | 7          | Ono and the Egg Ono en het ei                                             | Howy Parkins en Tom Derosier | Elise Allen                            | 21 juli 2017      | 209           |
| 36       | 8          | The Traveling Baboon Show De rondreizende bavianen show                   | Howy Parkins                 | John Loy                               | 14 juli 2017      | 208           |
| 37       | 9          | Rafiki's New Neighbors De nieuwe buren van Rafiki                         | Howy Parkins                 | Laura Sreenby en Krista Tucker         | 22 september 2017 |               |
| 38       | 10         | Rescue in the Outlands Redding in het Verboden Land                       | Howy Parkins en Tom Derosier | Elise Allen                            | 29 september 2017 |               |
| 39       | 11         | The Bite of Kenge De beet van Kenge                                       | Howy Parkins                 | Krista Tucker                          | 3 november 2017   | 213           |
| 40       | 12         | The Morning Report De ochtendrapportage                                   | Howy Parkins en Tom Derosier | Jack Monaco                            | 8 januari 2018    |               |
| 41       | 13         | The Ukumbusho Tradition De Ukumbusho traditie                             | Howy Parkins                 | Jack Monaco                            | 27 oktober 2017   |               |
| 42       | 14         | The Golden Zebra De gouden zebra                                          | Howy Parkins                 | Elise Allen                            | 9 januari 2018    | 216           |
| 43       | 15         | The Little Guy Kleine Hodari                                              | Howy Parkins en Tom Derosier | Gus Constantellis                      | 10 januari 2018   | 217           |
| 44       | 16         | The Wisdom of Kongwe Kongwe's wijsheid                                    | Howy Parkins                 | Jack Monaco                            | 3 april 2018      | 218           |
| 45       | 17         | Divide and Conquer Verdeel en heers                                       | Tom Derosier                 | John Loy                               | 11 januari 2018   |               |
| 46       | 18         | The Kilio Valley Fire Brand in de Kiliovallei                             | Howy Parkins                 | Elise Allen                            | 4 april 2018      |               |
| 47       | 19         | Timon and Pumbaa's Christmas De Kerstmis van Timon en Pumbaa              | Howy Parkins                 | Ford Riley, John Loy, en Krista Tucker | 8 december 2017   | 221           |
| 48       | 20         | The Scorpion's Sting De steek van de schorpioen                           | Howy Parkins en Tom Derosier | Krista Tucker                          | 2 april 2018      | 222           |
| 49       | 21         | Undercover Kinyonga                                                       | Howy Parkins                 | Don Gillies                            | 5 april 2018      |               |
| 50       | 22         | Cave of Secrets Grot der geheimen                                         | Howy Parkins en Tom Derosier | Jack Monaco                            | 4 september 2018  |               |
| 51       | 23         | The Zebra Mastermind Het zebra-meesterbrein                               | Howy Parkins                 | John Loy en Don Gillies                | 5 september 2018  |               |
| 52       | 24         | The Hyena Resistance Het hyenaverzet                                      | Howy Parkins en Tom Derosier | Kendall Michele Haney                  | 6 september 2018  | 226           |
| 53       | 25         | The Underground Adventure Het ondergrondse avontuur                       | Howy Parkins                 | Elise Allen                            | 7 september 2018  | 227           |
| 54       | 26         | Beshte and the Beast Beshte en het beest                                  | Howy Parkins en Tom Derosier | Elise Allen                            | 12 november 2018  | 228           |
| 55       | 27         | Pride Landers Unite! Trotselanders eensgezind!                            | Howy Parkins                 | Jack Monaco                            | 21 januari 2019   |               |
| 56       | 28         | The Queen's Visit Koninklijk bezoek                                       | Howy Parkins en Tom Derosier | Don Gillies en John Loy                | 18 februari 2019  | 230           |
| 57       | 29         | The Fall of Mizimu Grove De val van het Mizimu Bos                        | Howy Parkins                 | Kendall Michele Haney                  | 25 maart 2019     |               |
| 58       | 30         | Fire from the Sky Vuur uit de lucht                                       | Howy Parkins en Tom Derosier | Jack Monaco                            | 22 april 2019     | 232           |

### Seizoen 3 (2019)
| Nr.      | Nr.        | Titel                                                                                    | Regisseur                    | Schrijver                                                     | Uitzenddatum      | Productiecode |
| In serie | In seizoen | Titel                                                                                    | Regisseur                    | Schrijver                                                     | Uitzenddatum      | Productiecode |
| -------- | ---------- | ---------------------------------------------------------------------------------------- | ---------------------------- | ------------------------------------------------------------- | ----------------- | ------------- |
| 59 60    | 1 2        | The Lion Guard: Battle for the Pride Lands De Leeuwenwacht: De strijd om het Trotse Land | Howy Parkins                 | Ford Riley                                                    | 3 augustus 2019   | 301 302       |
| 61       | 3          | The Harmattan De harmattan                                                               | Howy Parkins en Tom Derosier | Gus Constantellis                                             | 7 september 2019  |               |
| 62       | 4          | Ghost of the Mountain Het spook van de bergen                                            | Howy Parkins                 | Kendall Michele Haney                                         | 14 september 2019 |               |
| 63       | 5          | The Accidental Avalanche De onbedoelde lawine                                            | Howy Parkins en Tom Derosier | John Loy en Elise Allen                                       | 8 september 2019  |               |
| 64       | 6          | Marsh of Mystery Een mysterieus moeras                                                   | Howy Parkins                 | Kendall Michele Haney                                         | 15 september 2019 |               |
| 65       | 7          | Journey of Memories Een reis vol herinneringen                                           | Howy Parkins en Tom Derosier | Jennifer Skelly                                               | 22 september 2019 |               |
| 66       | 8          | The Race to Tuliza Wedloop voor tuliza                                                   | Howy Parkins                 | Kent Redeker                                                  | 28 september 2019 |               |
| 67       | 9          | Mama Binturong                                                                           | Howy Parkins                 | Gus Constantellis                                             | 29 september 2019 |               |
| 68       | 10         | Friends to the End Bevriend voor altijd                                                  | Tom Derosier                 | Alison Taylor                                                 | 5 oktober 2019    |               |
| 69       | 11         | Dragon Island Varaneneiland                                                              | Howy Parkins en Tom Derosier | Alison Taylor                                                 | 21 september 2019 |               |
| 70       | 12         | The Tree of Life De Levensboom                                                           | Howy Parkins                 | Kendall Michele Haney                                         | 6 oktober 2019    |               |
| 71       | 13         | Little Old Ginterbong Oma ginterbong                                                     | Howy Parkins                 | Gus Constantellis                                             | 13 oktober 2019   |               |
| 72       | 14         | The River of Patience De Rivier der Geduld                                               | Tom Derosier                 | Jennifer Skelly                                               | 12 oktober 2019   |               |
| 73       | 15         | Poa the Destroyer Poa de verschrikkelijke                                                | Tom Derosier                 | Allison Taylor, Kendall Michele Haney, John Loy en Ford Riley | 19 oktober 2019   |               |
| 74       | 16         | The Lake of Reflection Het Meer der Bespiegelingen                                       | Tom Derosier                 | Jennifer Skelly                                               | 26 oktober 2019   |               |
| 75       | 17         | Triumph of the Roar De triomf van de brul                                                | Howy Parkins                 | John Loy                                                      | 27 oktober 2019   |               |
| 76       | 18         | Long Live the Queen Lang leve de koningin                                                | Howy Parkins                 | Ford Riley en Kendall Michele Haney                           | 20 oktober 2019   |               |
| 77       | 19         | Return to the Pride Lands Terugkeer naar het Trotse Land                                 | Howy Parkins en Tom Derosier | Kendall Michele Haney en Ford Riley                           | 3 november 2019   |               |
| 78       | 20         | Journey to the Pride Lands De reis naar het Trotse Land                                  | Ford Riley                   | Kent Redeker, Kendall Michele Haney, John Loy en Ford Riley   | 2 november 2019   |               |